# پروانه‌های گروهبان
پروانه‌های گروهبان (نام علمی: Athyma) نام یک سرده از تبار تبار دریابد است.